# 1257 Móra
1257 Móra eller 1932 PE är en asteroid i huvudbältet, som upptäcktes 8 augusti 1932 av den tyske astronomen Karl Wilhelm Reinmuth i Heidelberg. Den har fått sitt namn efter astronomen Kráoly Móra.
Asteroiden har en diameter på ungefär 21 kilometer.